# William Murray
Major William Murray (1865 – 5 de março de 1923) foi um político escocês.
Primeiramente filiado ao Partido Unionista Liberal, concorreu nas eleições gerais de janeiro de 1910 e de dezembro de 1910 mas não obteve sucesso.. Foi eleito membro do Parlamento em 1918 quando concorreu pelo Partido Liberal, mas não concorreu novamente nas eleições gerais de 1922.